# Broomball
Broomball ist ein Mannschaftssport, der mit fünf Feldspielern und einem Torwart auf einer etwa 60 m langen und 30 m breiten Eisfläche gespielt wird. Ziel des Spiels ist es, das Spielgerät, einen Ball, mittels eines Brooms (Schläger) in das gegnerische Tor zu befördern. Die Spieler sind mit speziellen Antirutschschuhen ausgerüstet, um auf dem glatten Eis eine bessere Traktion zu haben. Zwei Schiedsrichter kontrollieren, ob die Spielregeln, die den Regeln des Eishockeys ähnlich sind, eingehalten werden.
Broomball ist durch die International Federation of Broomball Associations (IFBA) international organisiert. Der Weltverband hat bis heute 13 Mitgliedsverbände (Stand 2018). Die Kanadische Broomball-Liga gilt als die beste der Welt.

## Spielregeln
Die Spielregeln im Broomball entsprechen denen von Eishockey.

### Ball

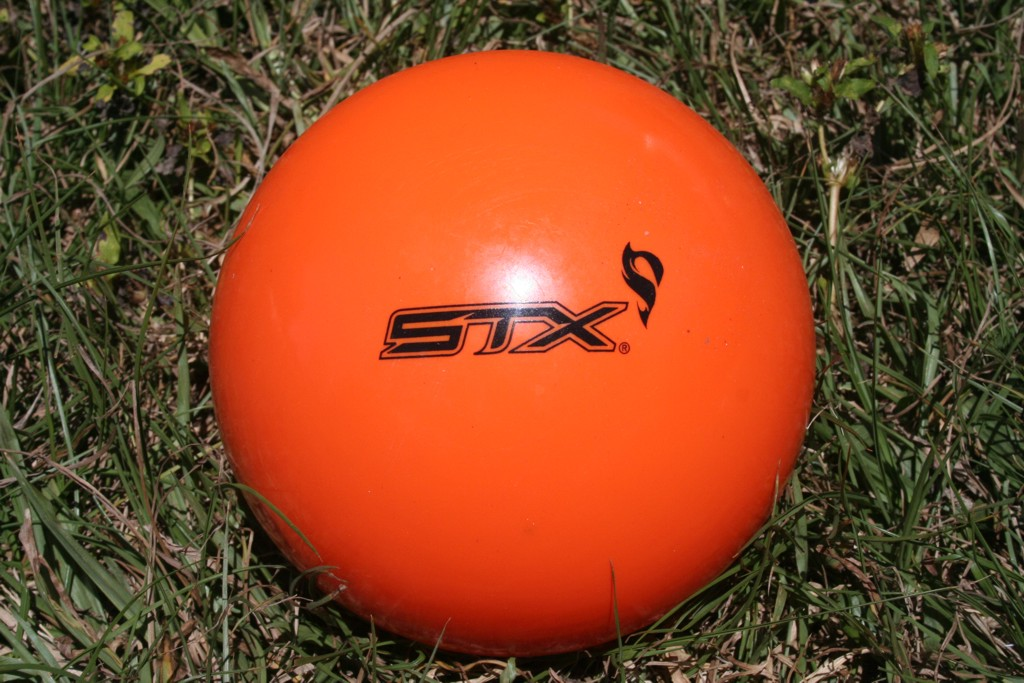
Broomball-Ball für innen

Der Ball wiegt 270–280 Gramm und hat einen Umfang von 18–20 Zoll. Für den Außeneinsatz kommen andere Maße und anderes Material zum Einsatz.

### Spielfeld
- Broomball wird wie Eishockey auf einer sauberen und von Schnee befreiten Eisfläche gespielt. Die Maße des Spielfeldes betragen 60 × 30 Meter.
- Das Tor: Die Maße des Tores betragen genau 1,50 × 2,10 Meter und sind zwingend vorgeschrieben. Die Torpfosten müssen rot sein. Der Tormannbereich wird mit einem roten Halbkreis mit einem Durchmesser von 1,80 Metern gekennzeichnet.
- Reservebänke: Jedes Spielfeld muss mit Sitzbänken für die Spieler ausgestattet sein. Da während des Spieles durch einen fliegenden Wechsel ständig die Feldspieler ausgetauscht werden, müssen sich die Bänke so nahe wie möglich an der Mittellinie befinden. Auf der Bank dürfen sich nur die Spieler mit Ausrüstung und drei Leiter des Teams befinden (z. B. der Trainer).
- Strafbänke: Spieler, die gegen die Regeln verstoßen, müssen auf die Strafbank, um ihre Strafe (mindestens zwei Minuten) abzusitzen (siehe Strafen).
- Kapitän: Der Kapitän der Mannschaft und sein Assistent müssen auf ihren Leibchen gut sichtbar ein „C“ beziehungsweise ein „A“ tragen. Dadurch können sie öffentlich die Mannschaft vertreten und den Schiedsrichter um Erklärungen betreffend seiner Interpretation der Spielregeln während des Spieles fragen.
- Trainer: Der Mannschaftstrainer muss vor dem Spiel die Namen und die Nummern aller anwesenden Spieler sowie den Namen des Kapitäns, seines Assistenten und des Tormannes bekanntgeben. Seine Hauptaufgabe ist jedoch die Vereinfachung und Verfolgung der Spielzüge seiner Mannschaft vor dem Spiel, während des Spiels und nach dem Spiel.
- Schiedsrichter
  - Sie sind die Vertreter des Broomball-Komitees während eines Spieles. Dabei müssen sie die Spielregeln des Komitees genauestens einhalten.
  - Während eines Spieles müssen sich zwei gleichberechtigte Schiedsrichter auf dem Spielfeld befinden.

### Teams, Spieler

Spieler auf der Eisfläche (Regel 400)

Eine Mannschaft besteht für gewöhnlich aus 22 Spielern. Während eines Spiels dürfen sich höchstens sechs Spieler gleichzeitig auf dem Eis befinden. Prinzipiell bestehen diese aus fünf Feld-Spielern und einem Torwart, in besonderen Situationen wird der Torwart durch einen sechsten Feldspieler ersetzt.
Speziell in Unter- oder Überzahlsituationen kann von diesem Schema abgewichen werden.
Standardmäßig wird in Reihen oder Blöcken gespielt – das bedeutet, dass Stürmer und Verteidiger möglichst immer mit den gleichen Partnern spielen. Eine Mannschaft sollte vier Verteidigungsreihen (4 × 2 Spieler = 8 Spieler) und vier Sturmreihen (4 × 3 Spieler = 12 Spieler) besitzen. Mit zwei Torhütern wird die Anzahl von 22 Spielern pro Team erreicht.
Ein Team muss einen Kapitän und zwei Assistenten bestimmen. Zur Erkennung tragen sie ein „C“ (Captain) oder „A“ (Assistenz-Captain) auf der Brust.
Das Auswechseln von Feldspielern ist nicht nur während Spielunterbrechungen möglich, sondern kann „fliegend“ erfolgen.

### Ausrüstung
Um Verletzungen vorzubeugen, ist eine umfassende Schutzausrüstung (ähnlich wie beim Eishockey) vorgeschrieben. Da die Torhüter durch auf sie abgefeuerte Schüsse einer erhöhten Gefahr ausgesetzt sind, haben sie eine noch umfassendere Schutzausrüstung als die Feldspieler. Über der ganzen Ausrüstung wird das Vereinstrikot getragen. Während des Spiels muss die Ausrüstung korrekt getragen werden, falls nicht, kann der Schiedsrichter eine Zwei-Minuten-Strafe für "unkorrekte Ausrüstung" aussprechen.
- Helm ohne Gitter mit Visier (die Spieler dürfen selber entscheiden, ob sie ein Visier tragen wollen) für Spieler über 18 Jahre. Bei der offiziellen Weltmeisterschaft ist es jedoch Pflicht ein Gitter zu tragen. Frauen dürfen nur mit Gitter spielen, alles andere ist nicht zulässig.
- Halskrause
- Ellenbogenschutz
- Hose
- Genitalschutz
- Schienbeinschutz
- Thermounterwäsche
- Trikot
- Handschuhe
- Broom (Schläger)
- Broomballschuhe

### Goalie-Ausrüstung
- Maske mit Gitter
- Halskrause/Kehlkopfschutz
- Brustpanzer
- Fanghandschuh/Stockhandschuh
- Hose
- Schienbeinschutz (zumeist aus dem Eishockeybereich)
- Thermounterwäsche
- Trikot
- Broom (Schläger)
- Broomballschuhe

### Das Spiel
Die effektive Spieldauer beträgt zweimal 20 Minuten. Nach der ersten Halbzeit muss eine Pause von mindestens zwei Minuten eingelegt werden. Danach wird die Seite getauscht. Ein Time-out von einer Minute pro Mannschaft ist erlaubt. Die Gewinnermannschaft erhält 3 Punkte. Bei einem Ausgleich erhalten beide Mannschaften einen Punkt. Im Falle einer Niederlage gibt es keine Punkte. Nach einem Sieg nach Verlängerung (bei Finalspielen) erhält die Gewinnermannschaft 2 Punkte.

## Geschichte
Genaue Aussagen über die Wurzeln des Broomball zu machen, ist schwer, denn es gibt sehr viele verschiedene Theorien. Die wahrscheinlichste ist jene, die uns nach Kanada des frühen 19. Jahrhunderts zurückführt. Damals gingen dort einige Damen mit Besen, Ball und Antirutschstiefeln aufs Eis um diesen Sport auszuüben, der dem Eishockeyspiel sehr ähnlich war. Broomball hatte nicht nur in Kanada Erfolg, sondern verbreitete sich langsam über die nationalen Grenzen hinaus. Am 7. November 2004 wurde der erste Broomballverein in Deutschland gegründet – die Flying Brooms.
Die erste Broomball EM fand vom 16.–18. Oktober 2009 in Telfs bei Innsbruck statt. Die Nationalmannschaft aus Italien wurde sowohl in der Kategorie Men als auch in der Kategorie Mixed erster Europameister. Das erste Golden Goal in der Geschichte der Broomballeuropameisterschaft erzielte der für die FlyingBrooms spielende Thomas Lutz im Spiel Deutschland gegen die Schweiz, die dadurch 2:1 siegten.

## Heutige Verbreitung von Broomball
- Broomballweltverband[2]
- Kanada,[3] 
hier ist es ein Nationalsport und es gibt mehr als 12.000 Clubs
- USA[4]
- Australien[5]
- Japan
- Schweden
- Russland[6]
- Schweiz[7]
- Deutschland[8]
- Österreich[9]
- Norditalien[10]